# Cybiosarda
Cybiosarda is een monotypisch geslacht van straalvinnige vissen uit de familie van de Scombridae (Makrelen), orde van baarsachtigen (Perciformes).

## Soort
- Cybiosarda elegans Whitley, 1935 – Gevlekte boniet